# Millenium (obelisc)
El Millenium és un monument amb forma d'obelisc situat al passeig Marítim de La Corunya (Galícia). Es va aixecar per commemorar l'inici del segle xxi i té com a referents la torre d'Hèrcules i l'obelisc d'Os Cantóns. Té 46 metres d'alçada i està fet d'acer (dues tones) i 147 cristalls de roca portats des dels Països Baixos.
En els 13 primers metres, s'explica la història dels principals esdeveniments i personatges de La Corunya, tallats en els vidres, que tenen 3 mm de gruix, van ser tractats a 800 °C i pesen 3 tones.
De nit, l'obelisc Millenium s'il·lumina mitjançant 142 focus de llum (53.100 watts). L'1 de gener de 2001 es va encendre per primera vegada en 12 trams.
El projecte inicial incloïa sota la seva base un mirador que també faria de cafeteria, que no va arribar a obrir.

## Galeria d'imatges

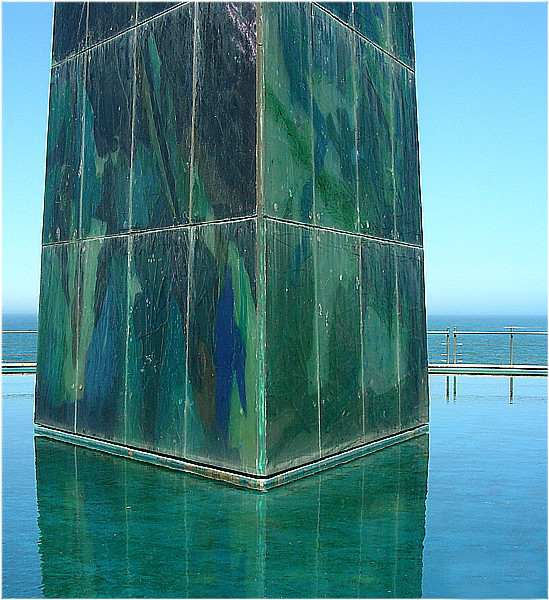
Detall de l'obelisc